# 優勝美地福克斯 (加利福尼亞州)
優勝美地福克斯（英語：Yosemite Forks）是位於美國加利福尼亞州馬德拉縣的一個非建制地區。該地的面積和人口皆未知。

## 地理
優勝美地福克斯的座標為37°22′02″N 119°37′05″W / 37.36722°N 119.61806°W，而該地的平均海拔高度為886米（即2907英尺）。